# شاهزاده یوری‌هیتو
شاهزاده یوری‌هیتو (به ژاپنی: 頼仁親王 よりひとしんのう); ۲۲ اوت ۱۲۰۱ – ۱۸ ژوئن ۱۲۶۴) در اوایل دوره کاماکورا از خانواده امپراتوری، پسر امپراتور گو-توبا اهل ژاپن بود.